# Длинная малоберцовая мышца
Длинная малоберцовая мышца (лат. Musculus peroneus longus) — мышца голени латерательной группы.
Мышца располагается по латеральной поверхности голени. В верхней половине она лежит непосредственно на малоберцовой кости, а в нижней покрывает короткую малоберцовую мышцу (лат. m. peroneus brevis).
Мышца начинается двумя головками: передней — от головки малоберцовой кости, латерального мыщелка большеберцовой кости и задней — от верхних отделов латеральной поверхности малоберцовой кости. Направляясь вниз, мышца переходит в длинное сухожилие, которое огибает сзади латеральную лодыжку, проходит под верхним держателем сухожилий малоберцовых мышц (лат. retinaculum musculorum peroneorum superius) и под нижним держателем сухожилий малоберцовых мышц (лат. retinaculum musculorum peroneorum inferius) и следует по наружной поверхности пяточной кости под малоберцовый блок, переходя на подошву. Здесь она ложится в борозду сухожилий малоберцовых мышц и, пересекая стопу наискось, прикрепляется к бугристости I и основанию II плюсневых костей.

## Функция
Вместе с короткой малоберцовой мышцей сгибает и пронирует стопу, опуская её медиальный и приподнимая латеральный край. Также отводит стопу.